# Araguaia
L'Araguaia (en tupí-guaraní «riu dels guacamais vermells») és un riu que neix en l'Estat de Goiás, a la Serra do Caiapó, prop del Parc Nacional de les Emas (Brasil). Aquest riu fa de frontera natural entre els estats de Mato Grosso i Goiás, Tocantins i Pará té una longitud de 2.114 quilòmetres i és considerat un dels caladors del món. No obstant això, ha patit en els darrers anys la sobrepesca que ha disminuït el nombre de peixos, i un altre factor en la disminució de peixos en aquest riu va ser la construcció de la hidroelèctrica de Tucurui, i no té els recursos per la pujada naturals dels peixos en període de fresa.

## Fauna
La regió del Tocantins és biològicament rica, amb moltes espècies endèmiques. Es coneixen 153 espècies de mamífers registrats, vuit d'ells primats, 21 rosegadors i més de 90 espècies de ratpenats. Es poden trobar altres espècies com caiman comú, caiman negre, podocnemis unifilis, manatí amazònic, i dues espècies de dofins de riu dofí de l'Amazones i tucuxi. La diversitat d'aus és particularment alt, amb 527 espècies conegudes, entre ells tucans, falcons i el guacamai roig alagroc.
Els rius Tocantins-Araguaia alberguen més és de 300 espècies de peixos de 30 famílies diferents, tanmateix, es considera una diversitat baixa de peixos segons els estàndards amazònics. La majoria de les espècies són migratòries, amb migració reproductiva riu amunt d’octubre a març amb les primeres pluges temporada, tornant al final de la temporada d’aigües altes.

## Ocupació humana
L’ocupació humana a la regió comença fa 11.000 a 12.000 anys enrere, amb la primera evidència de presència humana al tocantins mitjà, aquest període correspon al començament de l'Holocè, que correspon al Període lític d'Amèrica. El període de colonització portuguesa va començar el 1625, quan un grup de missioners jesuïtes va establir el primer assentament al Tocantins mitjans.